# فاتوم
فاتوم (به فرانسوی: fathom) به اختصار ftm واحد طول در سیستم امپراطوری برای اندازه‌گیری عمق آب دریا است. هر فاتوم مساوی فاصله نوک انگشتان دو دست باز انسان است. اکنون این فاصله را به اندازه ۱٫۸۲۲۲ متر در نظر می‌گیرند.
در اصطلاح دریانوردان ایران به آن بغل و باع (از عربی) و پیمون گفته می‌شود و تعریف سنتی آن همان فاصله بین دو سر انگشتان دو دست باز انسان است.
به آن قولاج هم گفته می‌شود 

## معادل‌ها
۱ فاتوم را مساوی با
- ۲ یارد
- ۱۸ کف دست (وجب)
- ۶ فوت
- ۱٫۸۲۸۸ متر می‌گیرند.